# Forza d'Agrò
Forza d'Agrò är en ort och kommun i storstadsregionen Messina, innan 2015 i provinsen Messina, i regionen Sicilien i sydvästra Italien. Kommunen hade 898 invånare (2017).